# Julijans Vaivods
Julijans Vaivods (18. august 1895 i Vārkavas pagasts i Guvernement Vitebsk – 24. maj 1990 i Riga i Letland) var den apostoliske administrator af Riga og Liepāja fra den 10. november 1964 til sin død, og kardinalpræst af Santi Quattro Coronati fra 1983 til sin død. Vaivods var den første lettiske kardinal og også den ældst levende med en alder på 94.
Julijans Vaivods studerede ved det Romersk-katolske Teologiske Akademi i Sankt Petersborg i Rusland. Han ordineredes til præst for Kirkeprovins Mohilev af biskop Jan Cieplak den 7. april 1918 i Sankt Petersborg. Han blev udsendt til Kurland i suffraganbispedømmet Samogetien for at tjene som sognepræst i Liepāja. Vaivods kom under Bispedømmet Riga i 1920, da dette blev udvidet til at omfatte alle Letlands regioner, og kom senere under Bispedømmet Liepāja, da det oprettedes i 1937. Mens han virkede som generalvikar i bispedømmet blev han ophøjet til monsignor den 4. juli 1949.
Monsignor Vaivods blev fængslet af de sovjetiske myndigheder fra 1958 til 1960. I 1962 blev han generalvikar for Det Metropolitiske Ærkebispedømme Riga. I 1964 modtog han en pavelig indbydelse til at rejse til Rom for at deltage ved den tredje samling af det Andet Vatikanerkoncil.
Den 18. november 1964 blev Vaivods ordineret til titulær biskop af Macriana Maior af kardinal Paolo Marella in Rome. Kardinal Marella blev assisteret af de lettiske biskopper Jāzeps Rancāns and Boļeslavs Sloskāns. Biskop Vaivods vendte tilbage til Rom i 1965 for at deltage ved den fjerde samling af det Andet Vatikanerkoncil. Vaivods døde i 1990 og ligger begravet i Aglona Basilika.